# Norfolk (Ontario)
Pour les articles homonymes, voir Norfolk.
Le comté de Norfolk est une municipalité de la province d'Ontario au Canada. La capitale du comté est Simcoe.

## Histoire
L'histoire de Norfolk est associée étroitement à celle de son voisin, le Comté d'Haldimand. Norfolk est créé en tant que comté en 1792. En 1800, Haldimand est formé par une partie de Norfolk. Les deux comtés restent séparés jusqu'en 1974, lorsqu'ils sont réunis au sein de la municipalité régionale de Haldimand-Norfolk.
En 2001, Haldimand et Norfolk sont séparés lors de la réforme municipale suivant un rapport du conseiller provincial spécial Milt Farrow. Bien qu'Haldimand et Norfolk utilisent tous deux le nom de "comté" pour des raisons historiques, ils sont chacun gouvernés comme de simples municipalités, sans municipalité de niveau inférieur, et par conséquent ne sont pas vraiment des comtés. Lors de la réforme de 2001, le comté de Norfolk est renommé "Ville de Norfolk."
Le premier décret de la municipalité nouvellement formée est alors de changer le nom en "Comté de Norfolk". En janvier 2005, le comté choisit de nouvelles armoiries incluant les symboles naturels associés au comté : paruline à capuchon, tulipier de Virginie (Liriodendron tulipifera) et fleur de cornouiller.
La première mairesse du comté, Rita Kalmbach, est remplacée en 2006 par Dennis Travale.

## Démographie
| 2001   | 2006   | 2011   | 2016   |
| ------ | ------ | ------ | ------ |
| 60 847 | 62 563 | 63 175 | 64 044 |